# Neotamo
Il neotamo o neotame è una sostanza dolcificante artificiale, tra le 7 000 e le 13 000 volte più dolce dello zucchero.
Nell'Unione Europea è identificata con il codice E961.
È estremamente potente, facilmente metabolizzabile e sembrerebbe non accumularsi nel corpo.
È talvolta usato dai produttori alimentari perché la sua sostituzione allo zucchero e allo sciroppo di glucosio permette di risparmiare sui costi di produzione oltre a fornire prodotti contenenti meno calorie.